# 인천공항초등학교
인천공항초등학교는 대한민국 인천광역시 중구 운서동에 있는 공립 초등학교이다.

## 학교 연혁
- 2001년 1월 7일 설립인가
- 2002년 3월 1일 인천공항초등학교 개교
- 2002년 3월 1일 초등학교 9학급, 유치원4학급 편성
- 2002년 3월 1일 초대 김현웅 교장 취임
- 2003년 3월 1일 초등학교 26학급, 유치원 5학급 편성
- 2003년 9월 1일 초등학교 4학급 증설(30학급)
- 2004년 3월 1일 인천삼목초등학교 분리
- 2004년 9월 1일 2대 이기찬 교장 취임
- 2005년 3월 1일 초등학교 27학급 유치원 5학급 편성
- 2007년 3월 1일 3대 정재문 교장 취임
- 2007년 3월 1일 신도분교장 편입
- 2010년 3월 1일 4대 김난영 교장 취임
- 2010년 3월 1일 초등학교36학급, 특수1학급, 유치원6학급 편성(신도분교장 포함)
- 2013년 2월 15일 제11회 졸업식(남88, 여93, 총181명) - 졸업생 총수 (1556명) 및 종업
- 2013년 3월 1일 제5대 김영렬 교장 취임
- 2014년 2월 14일 제12회 졸업식(남89, 여49, 총138명) - 졸업생 총수 (1689명)
- 2014년 3월 1일 초등31, 특수1, 신도분교3, 분교병설유치원 1학급 편성
- 2017년 1월 26일 제15회 졸업식(남90, 여63, 총153명) - 졸업생 총수 (2,125명)
- 2017년 3월 1일 초등29, 특수1, 신도분교4, 분교병설유치원1 학급편성
- 2017년 9월 1일 제6대 전정심 교장 취임
- 2021년 9월 1일 제7대 신선자 교장 취임

## 참고 자료
- 인천공항초등학교 - 한국교육학술정보원 학교알리미